# Lotobia southafricana
Lotobia southafricana är en tvåvingeart som beskrevs av Han och Kim 1996. Lotobia southafricana ingår i släktet Lotobia och familjen hoppflugor. Inga underarter finns listade i Catalogue of Life.